# Bourréac
Bourréac é uma comuna francesa na região administrativa de Occitânia, no departamento dos Altos Pirenéus. Estende-se por uma área de 1,26 km², Em 2010 a comuna tinha 111 habitantes (densidade: 88,1 hab./km²)..